# 東北森永乳業
東北森永乳業株式会社（とうほくもりながにゅうぎょう）は、宮城県仙台市宮城野区に本社を置く、森永乳業系列の乳製品製造会社。
2007年12月1日に、森永乳業傘下である「宮酪乳業」（1966年4月設立）と「秋田協同乳業」（1951年3月設立）の2社を統合・合併して設立された。
なお、盛岡（岩手県盛岡市）・福島（福島県福島市）・郡山（福島県郡山市）の各工場については、引き続き親会社の森永乳業が製造する。

## 沿革

### 合併前
宮酪乳業株式会社
- 1948年11月 - 宮城県酪農農業協同組合設立。
- 1966年4月1日 - 宮城県酪農農業協同組合が森永乳業と資本及び業務提携し、両社の合弁により宮酪乳業株式会社を設立。
- 2002年7月 - 現在の所在地に森永宮酪物流センターを開設。
- 2007年9月 - 新工場操業開始。

秋田協同乳業株式会社
- 1951年3月20日 - 大館乳業株式会社として設立
- 1961年 - 森永乳業と提携
- 1962年 - 秋田協同乳業株式会社に商号変更
- 1998年 - 秋田森永牛乳株式会社と統合

### 合併後
- 2007年12月1日 - 宮酪乳業と秋田協同乳業の2社を統合・合併し、東北森永乳業を設立（存続会社：宮酪乳業）。

## 工場
- 仙台工場（宮城県仙台市宮城野区）
- 秋田工場（秋田県大館市）

## 合併前の各社の概要
宮酪乳業株式会社
- 代表取締役社長 梅沢盛夫
- 本社 宮城県名取市飯野坂5-1-3
- 設立 1966年4月1日
- 従業員数 79人
- 資本金 3億2000万円
- 株主 森永乳業株式会社 100％

秋田協同乳業株式会社
- 代表取締役社長 熊野均
- 本社 秋田県大館市岩瀬字上軽石野38-1
- 設立 1951年3月20日
- 従業員数 48人
- 資本金 6900万円
- 株主 森永乳業株式会社 99.2％